# Аамінакуус 12
Аамінакуус 12 (англ. Ahaminaquus 12) — індіанська резервація в Канаді, у провінції Британська Колумбія, у межах регіонального округу Страткона.

## Населення
За даними перепису 2016 року, індіанська резервація не ма постійного населення.

## Клімат
Середня річна температура становить 7,8°C, середня максимальна – 18,3°C, а середня мінімальна – -2,3°C. Середня річна кількість опадів – 2 873 мм.
| Клімат поселення                              | Клімат поселення | Клімат поселення | Клімат поселення | Клімат поселення | Клімат поселення | Клімат поселення | Клімат поселення | Клімат поселення | Клімат поселення | Клімат поселення | Клімат поселення | Клімат поселення | Клімат поселення |
| Показник                                      | Січ.             | Лют.             | Бер.             | Квіт.            | Трав.            | Черв.            | Лип.             | Серп.            | Вер.             | Жовт.            | Лист.            | Груд.            |                  |
| Середній максимум, °C                         | 6,03             | 7,11             | 8,26             | 10,47            | 13,10            | 15,73            | 17,66            | 18,28            | 15,60            | 11,51            | 7,08             | 4,35             |                  |
| Середня температура, °C                       | 1,85             | 2,95             | 4,09             | 6,28             | 8,94             | 11,54            | 14,95            | 15,59            | 12,90            | 8,82             | 4,38             | 1,66             |                  |
| Середній мінімум, °C                          | −2,3             | −1,23            | −0,09            | 2,11             | 4,76             | 7,38             | 12,27            | 12,89            | 10,20            | 6,13             | 1,68             | −1,04            |                  |
| Норма опадів, мм                              | 414              | 290              | 269              | 198              | 125              | 102              | 62               | 81               | 112              | 348              | 477              | 395              |                  |
| Середньомісячна швидкість вітру, м/с          | 4.46             | 4.20             | 4.04             | 3.94             | 3.70             | 3.60             | 3.42             | 3.17             | 3.21             | 3.74             | 4.38             | 4.39             |                  |
| Середньомісячна сонячна радіація, кДж/м²·день | 2982             | 5667             | 9477             | 14150            | 17958            | 19176            | 19884            | 17016            | 12401            | 6771             | 3380             | 2341             |                  |
| --------------------------------------------- | ---------------- | ---------------- | ---------------- | ---------------- | ---------------- | ---------------- | ---------------- | ---------------- | ---------------- | ---------------- | ---------------- | ---------------- | ---------------- |
| Джерело:                                      |                  |                  |                  |                  |                  |                  |                  |                  |                  |                  |                  |                  |                  |